# Campeonato Mundial de Peso Completo del CMLL
Le Campeonato Mundial de Peso Completo del CMLL que l'on peut traduire par championnat du monde poids lourds du CMLL est un titre mondial de catch, actuellement utilisé par la fédération mexicaine Consejo Mundial de Lucha Libre (CMLL). 
À l'heure actuelle, le titre connaît 22 règnes pour un total de 18 champions différents et a été vacant à trois reprises.

## Historique
À sa création, l'Empresa Mexicana de la Lucha Libre utilise les ceintures de champion de la Comision de Box y Lucha Libre Mexico D.F. et notamment le championnat national poids lourd. Par la suite, l'EMLL devient membre de la National Wrestling Alliance (NWA) et doit alors le reconnaître le championnat du monde poids lourd de la NWA tout en continuant d'utiliser le championnat national poids lourd jusqu'en 1986. 
En 1991, le Consejo Mundial de Lucha Libre créé la ceinture de champion du monde poids lourd du CMLL et organise un tournoi pour désigner le premier champion. Konnan el Barbaro est le premier champion après sa victoire face à Cien Caras (en) le 9 juin. 

## Statistiques
| Record                 | Détenteur du record | Chiffre     |
| ---------------------- | ------------------- | ----------- |
| Le plus de règnes      | Universo 2000       | 3           |
| Règne le plus long     | Universo 2000       | 1 225 jours |
| Règne le plus court    | Konnan el Barbaro   | 70 jours    |
| Champion le plus âgé   | Último Guerrero     | 46 ans      |
| Champion le plus jeune | Steele              | 26 ans      |
| Champion le plus lourd | Brazo de Plata (en) | 135 kg      |
| Champion le plus léger | Máximo Sexy         | 92 kg       |

## Historique des règnes
| #   | Champion                  | Règne | Date              | Jours     | Lieu                  | Événement                       | Notes |
| --- | ------------------------- | ----- | ----------------- | --------- | --------------------- | ------------------------------- | --- |
| 1.  | Konnan el Barbaro         | 1er   | 9 juin 1991       | 70        | Mexico                | Live Event                      | Bat en finale du tournoi Cien Caras (en) et devient le premier champion.                                                             |
| 2.  | Cien Caras (en)           | 1er   | 18 août 1991      | 299       | Monterrey, Nuevo León | Live Event                      | |
| —   | Vacant                    | _     | 12 juin 1992      | _         | _                     | _                               | Le titre est devenu vacant à la suite du départ de Cien Caras vers l'Asistencia Asesoría y Administración.                           |
| 3.  | Black Magic               | 1er   | 20 novembre 1992  | 219       | Mexico                | Live Event                      | Bat en finale du tournoi Rayo de Jalisco, Jr. (en).                                                                                  |
| 4.  | Brazo de Plata (en)       | 1er   | 27 juin 1993      | 396       | Mexico                | Live Event                      | [ 5 ] |
| 5.  | Silver King               | 1er   | 28 juillet 1994   | 330       | Cuernavaca, Morelos   | Live Event                      | |
| 6.  | Apolo Dantés (en)         | 1er   | 23 juin 1995      | 296       | Mexico                | Live Event                      | |
| 7.  | Rayo de Jalisco, Jr. (en) | 1er   | 18 avril 1996     | 369       | Mexico                | Live Event                      | |
| 8.  | Steele                    | 1er   | 18 avril 1997     | 136 à 165 | Mexico                | 41. Aniversario de Arena México | , |
| —   | Vacant                    | _     | Septembre 1992    | _         | _                     | _                               | Le titre est devenu vacant à la suite du départ de Steele vers la World Wrestling Federation.                                        |
| 9.  | Universo 2000             | 1er   | 17 octobre 1997   | 331       | Mexico                | Live Event                      | |
| 10. | Rayo de Jalisco, Jr. (en) | 2e    | 13 septembre 1998 | 453       | Guadalajara, Jalisco  | Live Event                      | |
| 11. | Universo 2000             | 2e    | 10 décembre 1999  | 1225      | Mexico                | Live Event                      | Plus long règne pour ce titre. |
| 12. | Mr. Niebla (en)           | 1er   | 18 avril 2003     | 543       | Mexico                | Live Event                      | |
| 13. | Universo 2000             | 3e    | 12 octobre 2004   | 999       | Mexico                | Live Event                      | |
| 14. | Dos Caras, Jr.            | 1er   | 8 juillet 2007    | 533       | Mexico                | Live Event                      | |
| 15. | Último Guerrero           | 1er   | 22 décembre 2008  | 963       | Mexico                | Live Event                      | |
| 16. | Héctor Garza              | 1er   | 12 août 2011      | 128       | Mexico                | Live Event                      | |
| —   | Vacant                    | _     | 9 novembre 2015   | _         | _                     | _                               | Le titre est rendu vacant après le départ de Héctor Garza à la Perros del Mal Producciones, l'empêchant ainsi de défendre son titre. |
| 17. | El Terrible               | 1er   | 1er janvier 2012  | 1125      | Mexico                | Live Event                      | En battant Rush en finale du tournoi.                                                                                                |
| 18. | Máximo Sexy               | 1er   | 30 janvier 2015   | 843       | Mexico                | Live Event                      | |
| —   | Vacant                    | _     | 22 mai 2017       | _         | _                     | _                               | Le titre est rendu vacant après le renvoi de Máximo par le CMLL,.                                                                    |
| 19. | Marco Corleone            | 1er   | 6 juin 2017       | 442       | Guadalajara           | CMLL Guadalajara Martes         | En battant El Terrible pour le titre vacant.                                                                                         |
| —   | Vacant                    | _     | 22 août 2018      | _         | _                     | _                               | Le titre est rendu vacant après le départ de Corleone du CMLL.                                                                       |
| 20  | Último Guerrero           | 2e    | 16 octobre 2018   | 1074      | Mexico                | CMLL Martes Arena Mexico        | En battant Diamante Azul (en) pour le titre vacant.                                                                                  |
| 21  | Hechicero (en)            | 1er   | 24 septembre 2021 | 409       | Mexico                | CMLL 88. Aniversario            | [ 13 ] |
| 22  | Gran Guerrero (en)        | 1er   | 7 novembre 2022   | 858       | Mexico                | Lunes Clásico                   | [ 14 ] |

## Règnes combinés
| Rang | Catcheur                  | Règne | Jours combinés[Quand ?] |
| ---- | ------------------------- | ----- | ----------------------- |
| 1.   | Universo 2000             | 3     | 2555                    |
| 2.   | Último Guerrero           | 2     | 2037                    |
| 3.   | El Terrible               | 1     | 1125                    |
| 4.   | Máximo Sexy               | 1     | 843                     |
| 5.   | Rayo de Jalisco, Jr. (en) | 2     | 822                     |
| 6.   | Gran Guerrero (en)        | 1     | 858                     |
| 7.   | Mr. Niebla (en)           | 1     | 543                     |
| 8.   | Dos Caras, Jr.            | 1     | 533                     |
| 9.   | Marco Corleone            | 1     | 442                     |
| 10.  | Hechicero (en)            | 1     | 409                     |
| 11.  | Brazo de Plata (en)       | 1     | 396                     |
| 12.  | Silver King               | 1     | 330                     |
| 13.  | Cien Caras (en)           | 1     | 299                     |
| 14.  | Apolo Dantés (en)         | 1     | 296                     |
| 15.  | Black Magic               | 1     | 219                     |
| 16.  | Steele                    | 1     | 136/165                 |
| 17.  | Héctor Garza              | 1     | 128                     |
| 18.  | Konnan el Barbaro         | 1     | 70                      |